# Romulea luteiflora
Romulea luteiflora là một loài thực vật có hoa trong họ Diên vĩ. Loài này được (M.P.de Vos) M.P.de Vos miêu tả khoa học đầu tiên năm 1972.